# 华容镇
华容镇，是中华人民共和国湖北省鄂州市华容区下辖的一个乡镇级行政单位。

## 行政区划
华容镇下辖以下地区：
华容社区、楚藩社区、新街社区、包王村、柴汤村、葛闵村、韩畈村、何庄村、胡铺村、金熊村、凉亭村、廖铭村、刘花村、芦花村、牌坊村、桥头村、铁咀村、铁张村、汀桥村、五分村、肖叶村、熊咀村、熊皮村、杨田村、杨巷村和周汤村。